# Костів Юрій Миронович
Ю́рій Миро́нович Ко́стів (23 лютого 1989, Старичі — 11 липня 2014, Зеленопілля) — молодший сержант Збройних сил України, учасник російсько-української війни.

## Життєпис
Народився 1989 року в селі Старичі Яворівського району (за іншими даними — у містечку Шкло). Навчався в ЗОШ села Старичі, закінчив 2006 року Старицьку ЗОШ, Техніко-економічний фаховий коледж Національного університету «Львівська політехніка» у Львові. Пройшов строкову військову службу — в аеромобільних військах ЗСУ; 24-та окрема механізована бригада. Любив займатися спортом — був у складі футбольної збірної села Старичі.
З весни 2014-го перебував у зоні бойових дій, командир відділення технічного обслуговування автомобілів, гусеничних тягачів і транспортерів, ремонтний взвод ремонтної роти, батальйон матеріально-технічного забезпечення, 24-та окрема механізована бригада.
11 липня 2014 року в районі села Зеленопілля Луганської області приблизно о 4:30 ранку російсько-терористичні угрупування обстріляли з РСЗВ «Град» блокпост українських військовиків, внаслідок обстрілу загинуло 19 військовослужбовців. 18 липня тіло Юрія було ідентифіковане та привезене до Львова
Без Юрія лишились батьки Мирон Олексійович та Валентина Василівна.
19 липня 2014 року похований у селі Старичі, Яворівський район.

## Нагороди та вшанування
- 14 березня 2015 року — за особисту мужність і героїзм, виявлені у захисті державного суверенітету та територіальної цілісності України, вірність військовій присязі під час російсько-української війни, відзначений — нагороджений орденом «За мужність» III ступеня (посмертно)[3].
- Рішенням сесії Яворівської районної ради (17.05.2019) Старицькій ЗОШ присвоєно ім'я Юрія Костіва.
- 2016 року на будинку Старичівської загальноосвітньої школи відкрито меморіальну таблиця випускнику Юрію Костіву.